# دبیرستان بیلی اولتر
دبیرستان بِیلی اولتر با نام پیشین مدرسه مرکزی جزیره پوناپی و مدرسه مرکزی جزایر اقیانوس آرام یک دبیرستان در کولونیا، آبخوست پوناپی، ایالت پوناپی، ایالات فدرال میکرونزی است. این مدرسه توسط وزارت آموزش و پرورش ایالت پوناپی اداره می‌شود. در سال ۲۰۱۸ این مدرسه با داشتن ۱۵۰۰ دانش‌آموز، بزرگترین مدرسه ایالت پوناپی بود. این مدرسه از کولونیا، نت، سوکس (شامل پایتخت ایالات فدرال میکرونزی، شهر پالیکیر)، و یو، دانش‌آموز می‌پذیرد.
مدرسه مرکزی جزیره پوناپی نخستین دبیرستان ساخته شده در آبخوست پوناپی است. این مدرسه زمانی تنها دبیرستان قلمرو تراست جزایر اقیانوس آرام و برای مدتی تنها دبیرستان منطقه میکرونزی بوده است.

## تاریخچه
در سال ۱۹۴۷ مدرسه تربیت معلم جزایر ماریانا در گوآم آغاز به کار کرد. این مدرسه، یک مدرسه پرورش آموزگار بود که از همه قلمرو تراست دانش‌آموز می‌پذیرفت. در سال ۱۹۴۸ این مدرسه به منطقه تالاب چاک منتقل شد تا مرکزیت بیشتری در قلمرو تراست بیابد. با این کار، نام این مدرسه به "مدرسه تربیت معلم جزایر اقیانوس آرام" تغییر یافت. هدف از کار این مدرسه، گسترش پرورش کادر آموزشی محلی میکرونزی برای سراسر قلمرو تراست بود.
با تغییر هدف کارکرد این مدرسه از مدرسه پرورش آموزگار به مدرسه آموزش متوسطه، نام آن به "مدرسه مرکزی جزایر اقیانوس آرام" تغییر یافت. در سال ۱۹۵۹ این مدرسه به پوناپی منتقل شد. در این زمان، این مدرسه به صورت یک موسسه پذیرای دانش‌آموز فارغ‌التحصیل از دوره راهنمایی تحصیلی بود.
از سال‌های پایانی دهه ۱۹۶۰ میلادی تا سال‌های آغازین دهه ۱۹۷۰ میلادی، همزمان با ساخت دبیرستان‌هایی در قلمرو تراست جزایر اقیانوس آرام، ساختمان‌های دیگری نیز در این مجموعه ساخته شدند.